# Dieter Ohly
Dieter Ohly (* 6. Oktober 1911 in Berlin; † 19. Juni 1979 in München) war ein deutscher Klassischer Archäologe und Museumsleiter.

## Leben
Der Sohn eines Geschäftsmannes studierte ab 1932 Klassische Archäologie in Königsberg, Neapel und München. 1938 war er bei der Samosgrabung und der Einrichtung der Museen in Vathy und Tigani tätig. 1939 wurde er bei Ernst Buschor an der Universität München mit einer Arbeit zum Thema Frühe Tonfiguren aus dem Heraion in Samos promoviert. 1940/41 erhielt er das Reisestipendium des Deutschen Archäologischen Instituts.
1949 bis 1954 war er Konservator am Museum für Abgüsse Klassischer Bildwerke in München. 1952 erfolgte seine Habilitation an der Universität München mit der Arbeit Griechische Goldbleche des 8. Jhs. v. Chr. 1953 übernahm er Stelle des Zweiten Direktors der Abteilung Athen des Deutschen Archäologischen Instituts und leitete in dieser Funktion von 1956 bis 1961 die deutschen Ausgrabungen im Kerameikos in Athen, mit der Einrichtung des Museums und der Gartenanlagen. 
Von 1962 bis 1978 leitete er die Glyptothek und Antikensammlungen in München. Er machte sich durch den Wiederaufbau des Gebäudes der Glyptothek und des Ziebland'schen Ausstellungsgebäudes am Königsplatz in München und der Einrichtung und Ausstellung in den wiederaufgebauten Museumsgebäuden verdient (1967 Wiedereröffnung der Antikensammlungen, 1972 der Glyptothek). Ohly war auch an der Restaurierung der Giebelfiguren des Aphaiatempels von Ägina in der Glyptothek maßgebend beteiligt. Ergänzend leitete er ab 1964 Ausgrabung im Heiligtum der Aphaia auf Ägina. 1968 wurde er zum außerplanmäßigen Professor an der Universität München ernannt.
Ohly heirate 1970 in zweiter Ehe seine Mitarbeiterin Martha Dumm (1927–2017), die seine Arbeit nach seinem Tod fortführte.

## Schriften (Auswahl)
- Die Aegineten: die Marmorskulpturen des Tempels der Aphaia auf Aegina. Glyptothek München (Katalog), 3 Bände, München 1976.